# Beckershäuschen
Beckershäuschen ist ein Ortsteil im Stadtteil Refrath von Bergisch Gladbach.

## Geschichte
Der Siedlungsname Beckershäuschen ist aus der früheren Flurbezeichnung Beckerskamp entstanden. Diese reicht bis in die Mitte des 15. Jahrhunderts zurück. Die Flurbezeichnung ist entstanden durch den herzoglichen Koch und Bäcker Conrad Boecker, der von Herzog Gerhard (Jülich-Berg) 1450 ein Grundstück in der „Steinkaule“ erhielt. Nachdem er sich hier niedergelassen hatte, entwickelte sich die Siedlung Beckershäuschen.
Der Ort ist auf der Topographischen Aufnahme der Rheinlande von 1824 ohne Namen und auf der Preußischen Uraufnahme von 1840 als Bäckershäuschen verzeichnet. Ab der Preußischen Neuaufnahme von 1892 ist er auf Messtischblättern regelmäßig als Beckershäuschen oder ohne Namen verzeichnet.
| Jahr | Einwohner | Wohn- gebäude | Kategorie | Politische / kirchliche Zugehörigkeit                |
| ---- | --------- | ------------- | --------- | ---------------------------------------------------- |
| 1895 | 23        | 5             | Ortschaft | Bürgermeisterei Bensberg, Kirchspiel Refrath         |
| 1905 | 38        | 6             | Ortschaft | Bürgermeisterei Bensberg, katholische Pfarre Refrath |